# The Fighter Collection

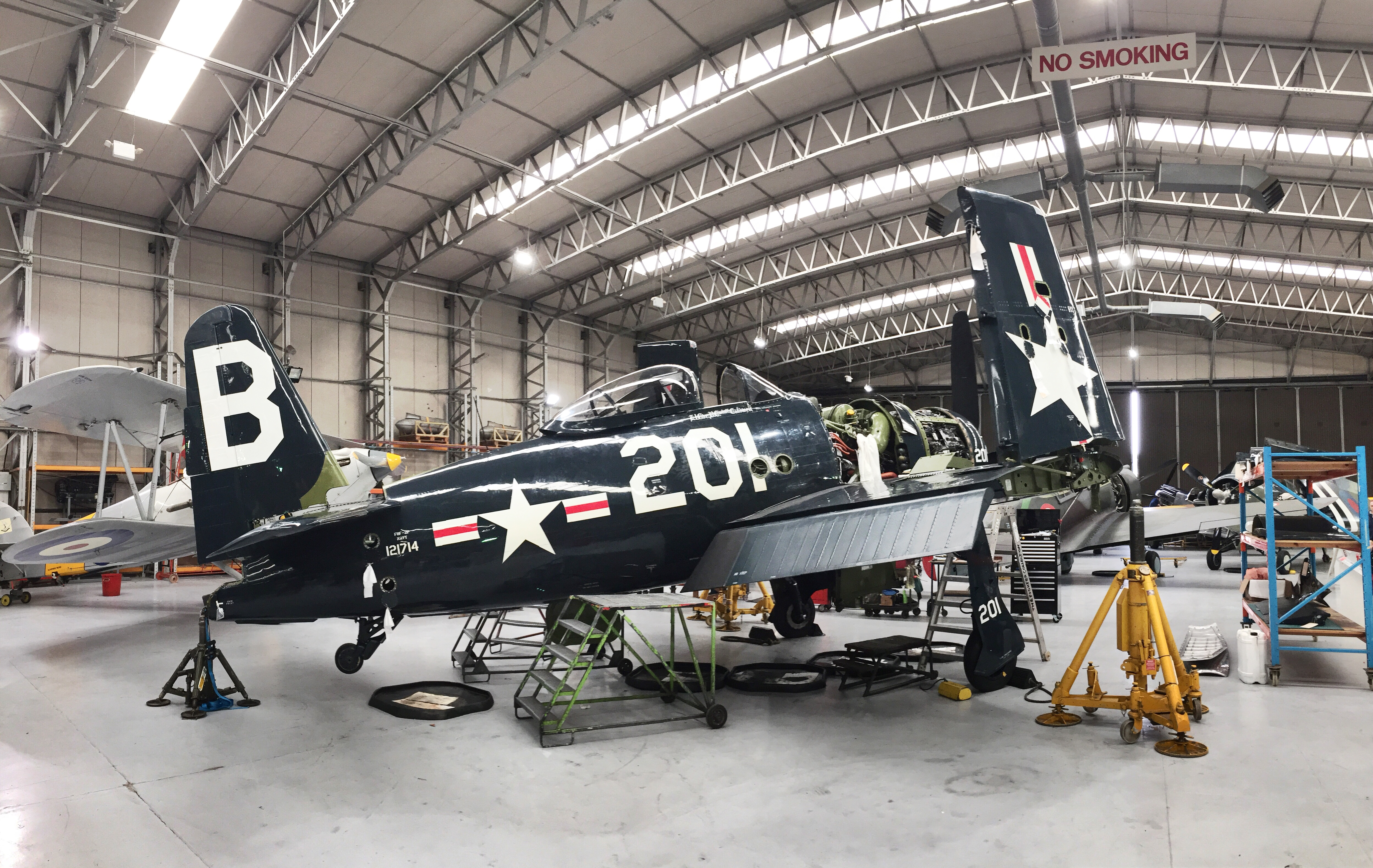
Algunas aeronaves de la Colección en su hangar en Duxford, abril de 2017

La Fighter Collection es una operadora privada  de aviones históricos o warbirds, en estado de vuelo. Está basada en el Reino Unido, en el Aeródromo de Duxford, en Cambridgeshire, propiedad y sede del Museo Imperial de la Guerra.
La Fighter Collection es propiedad de su fundador, Stephen Grey, un empresario y expiloto de la RAF que vive en Suiza. Las aeronaves están conservadas y mantenidas en el Hangar 2 del Aeródromo de Duxford, accesible a visitantes del Museo Imperial de la Guerra.

## Flying Legends
El Flying Legends (leyendas voladoras) es una exhibición aérea que dura dos días, y se realiza en el Aeródromo de Duxford a principios de julio de cada año, organizada por La Fighter Collection. El 2013 se celebró el vigésimo aniversario del acontecimiento.

## Aeronave
Estas aeronaves son propiedad de la La Fighter Collection. El operador ocasionalmente añade aeronaves nuevas a su colección, y ocasionalmente vende aeronaves a otras instituciones.
| Tipo                                               | Imagen | Identidad                       | Fecha | Markings/Notas |
| -------------------------------------------------- | ------ | ------------------------------- | ----- | --- |
| Beechcraft D17S Staggerwing                        |        | G-BRVE                          | 1945  | Utilizado durante la Segunda Guerra Mundial por la Royal Navy bajo la designación de Voyager (viajero) Mk.I, con número de serie FT475. Tras esto, fue destinado a la armada estadounidense para el transporte de correo, antes de ser vendido a un civil. Adquirido por la Fighter Collection en 2005. |
| Bristol Beaufighter                                |        | JM135/Un19-144 y JL946/Un19-148 |       | Una restauración a estado de vuelo, con partes de dos aviones diferentes. |
| Curtiss Modelo 75Un-1 Hawk                         |        | 82/X881 (G-CCVH)                |       | Entregado a la Fuerza Aérea francesa en 1939. Posteriormente voló en combate contra el británicos y americanos con la fuerza aérea del régimen de Vichy en Francia. Se utilizó para entrenamiento hasta 1950; fue adquirido por la Fighter Collection en 1995. Lleva las marcas de la 1ére. Escadrille, Groupe de Combate 11/5 Lafayette, la unidad que operó el avión en 1939.                                |
| Curtiss P-36C                                      |        | 38-210 (NX80FR)                 | 1939  | Este P-36 es el único de su tipo en estado de vuelo. Sirvió en los Estados Unidos antes de ser destinado a una escuela técnica, pasando a través de varios dueños privados antes de ser adquirido y restaurado por la Fighter Collection. |
| Curtiss P-40C Warhawk                              |        | 41-13357 (G-CIIO)               |       | Después de un periodo en la USAF, esta aeronave estuvo destinada a la Unión Soviética en 1941. Poco se sabe de su historia allí, hasta 1990, cuando fue uno de los dos P-40 recuperados de la Unión Soviética por La Fighter Collection. Fue restaurado en los Estados Unidos, siendo su primer vuelo post-restauración en 2011.                                                                               |
| Curtiss P-40F Warhawk                              |        | 41-19841 (G-CGZP)               | 1942  | Operado por el 347.º Grupo de Caza en las Islas Salomón en 1942. Fue recuperado de un vertedero en la isla de Espíritu Santo en 1970. Restaurado a condiciones de vuelo. Se desconoce su servicio en la SGM, pero está pintado para representar Hope de Lee, un Warhawk basado en Italia en 1944. |
| Fiat C.R. 42                                       |        | Fv.2542                         |       | Esta aeronave de la Fuerza Aérea Sueca es uno de solo cuatro supervivientes de su tipo. Se perdió en un accidente en 1942, en Tärnatjåkko, una montaña en el norte de Suecia, resultando muerto su piloto. Fue recuperado del sitio del accidente en 1983 y fue adquirido por la Fighter Collection en 1995. Desde entonces ha estado experimentando una restauración a condición de vuelo.                    |
| Gloster Gladiador                                  |        | N5903 (G-FELIZ)                 | 1939  | Voló brevemente con el 141 Escuadrón de la Real Fuerza Aérea Británica, pero pasó gran parte de la Segunda Guerra Mundial en almacenamiento. Después de un periodo de propiedad privada, y unos algunos años como exposición estática en el Museo de Brazo Aéreo de la Flota, fue comprado por la Shuttleworth Collection en 1994 y restaurado a para volar, siendo su primer vuelo post-restauración en 2007. |
| Goodyear FG1D Corsair                              |        | 88297 (G-FGID)                  |       | Una versión del Vought F4U Corsair, construida bajo licencia por Goodyear, esta aeronave sirvió entre 1945 y 1959, entre otros sitios, en Guam y las Filipinas. Fue entonces vendido a una empresa para que lo desguazara, aunque, en vez de hacer esto, la compañía lo vendió a un piloto. Se unió a la Fighter Collection en 1985. Actualmente está pintado con colores británicos actualmente.              |
| Grumman F4F Wildcat                                |        | G-RMMW                          |       | Esta aeronave estuvo en servicio con la US Navy en 1945 pero fue inmediatamente puesto en almacenamiento hasta su venta en 1946. Tuvo varios dueños privados y pasó casi dos décadas como pieza estática de museo antes de ser restaurado a condición de vuelo en los años 90. Está pintado para representar un Wildcat del Brazo Aéreo de la Flota inglesa.                                                   |
| Grumman Bearcat                                    |        | 121714 (G-RUMM)                 | 1948  | Sirvió con la US Navy hasta 1957. Ha pasado por las manos de varios dueños, incluyendo un periodo de estancia en la colección del Planes of Fame Air Museum. Fue comprado por la Fighter Collection en 1981. |
| Hawker Sea fury FB.11                              |        | VX653 (G-BUCM)                  |       | Actualmente en etapa de restauración. |
| Hawker Sea Fury T20                                |        | WG-655                          |       | |
| Hawker Nimrod                                      |        | S1581 (G-BWWK)                  |       | Volado desde el portaaviones HMS Glorious como Núm. 408 (Caza Naval) hasta que fue retirado en 1938. Fue descubierto en una chatarrería en 1970 y restaurado a estado de vuelo en el 1990, tomando su primer vuelo post-restauración en 2000. Se unió a la Fighter Collection en 2004. Está actualmente pintado con los colores con los que sirvió en los años 1930.                                           |
| Noorduyn Mk.IIb Harvard (North American T-6 Texan) |        | FE695 (G-BTXI)                  | 1942  | Una versión del North American T-6 Texan construida por Noorduyn Aircraft en Montreal, Quebec. Sirvió como nave de entrenamiento en la RCAF, y en la Fuerza de Aire sueca hasta 1972. La Fighter Collection lo adquirió en 1990. |
| North American TF-51D Mustang                      |        | 44-84847 (N251RJ)               |       | Construido demasiado tarde para tomar parte en la Segunda Guerra Mundial, esta aeronave voló con el 45.º Reconnaissance Squadron durante la Guerra de Corea. Fue adquirido por la Fighter Collection en 1999. Está pintado para representar a Miss Velma, un Mustang volado por el Capitán Frank E. Birtciel del 55.º grupo de caza.                                                                           |
| Supermarine Spitfire Mk Vb                         |        | EP120 (G-LFVB)                  |       | Asignado al escuadrón 501 de la RAF en 1942 y posteriormente al Escuadrón 402 RCAF. Esta aeronave destruyó siete aviones alemanes durante la guerra. Sirvió como avión de entrenamiento (estático) y, posteriormente fue mostrado como Gate Guardian. Fue adquirido por la Fighter Collection en 1993 y restaurado a estado de vuelo. Está actualmente pintado como un aparato del Escuadrón 402 de la RAF.    |
| Supermarine Spitfire LF Mk XIV                     |        | MV-293 (G-SPIT)                 | 1944  | Construido por Vickers Armstrong y enviado a India en 1945. Después de servir con la Fuerza Aérea India, regresa al Reino Unido en el 1970, siendo completada la restauración en 1992. En 2000 estuvo pintado para representar al MV268, aeronave volada por Johnie Johnston hacia el fin de la Segunda Guerra Mundial.                                                                                        |
| Supermarine Spitfire Mk XXII                       |        | PK624                           | 1945  | Esta aeronave sirvió en 1940 con el 614 Escuadrón . Entre 1964 y 1989, fue un Gate Guardian (guardián de puerta] en un número de lugares. En 1994 fue adquirido por la Fighter Collection. Desde entonces ha experimentando una restauración a condición de vuelo. (la fotografía fue tomada en 1986). |